# 埃爾文冰原島峰
埃爾文冰原島峰（英語：Erven Nunataks）是南極洲的冰原島峰，位於瑪麗伯德地，處於普茨克峰東北面14公里，屬於麥庫丁山脈的一部分，美國地質調查局根據測量和該國海軍的空中照片繪入地圖，現時由南極條約體系管理。
75°45′S 128°10′W / 75.750°S 128.167°W